# Toquerville
Toquerville è un comune degli Stati Uniti d'America, nella contea di Washington nello Stato dello Utah.